# Skäckig trägnagare
Skäckig trägnagare (Xestobium rufovillosum) är en skalbaggsart som först beskrevs av den svenske entomologen De Geer 1774.  Skäckig trägnagare ingår i släktet Xestobium och familjen trägnagare. Enligt den finländska rödlistan är arten nära hotad i Finland. Arten är reproducerande i Sverige. Artens livsmiljö är naturlundskogar. Inga underarter finns listade i Catalogue of Life.

## Bildgalleri

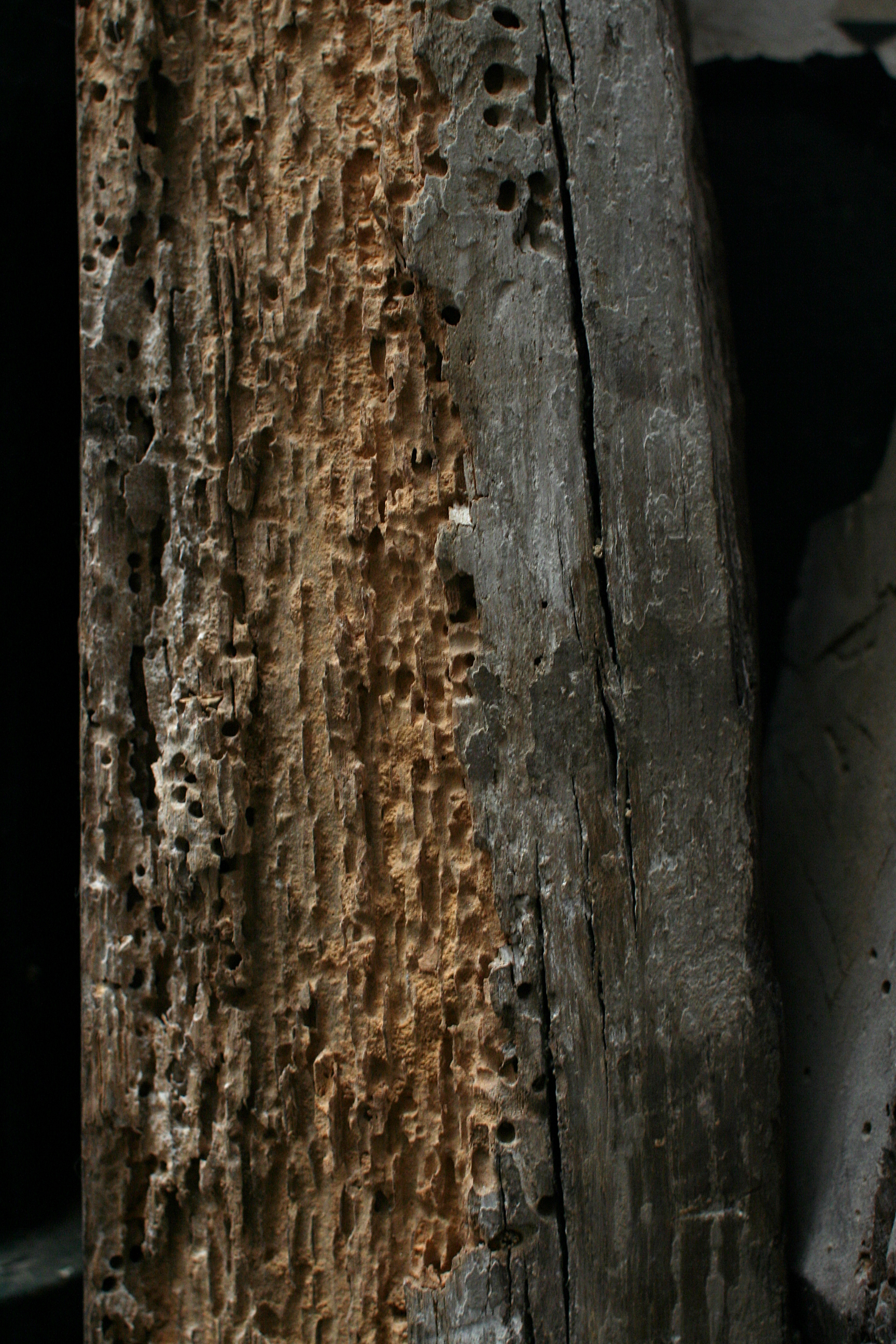
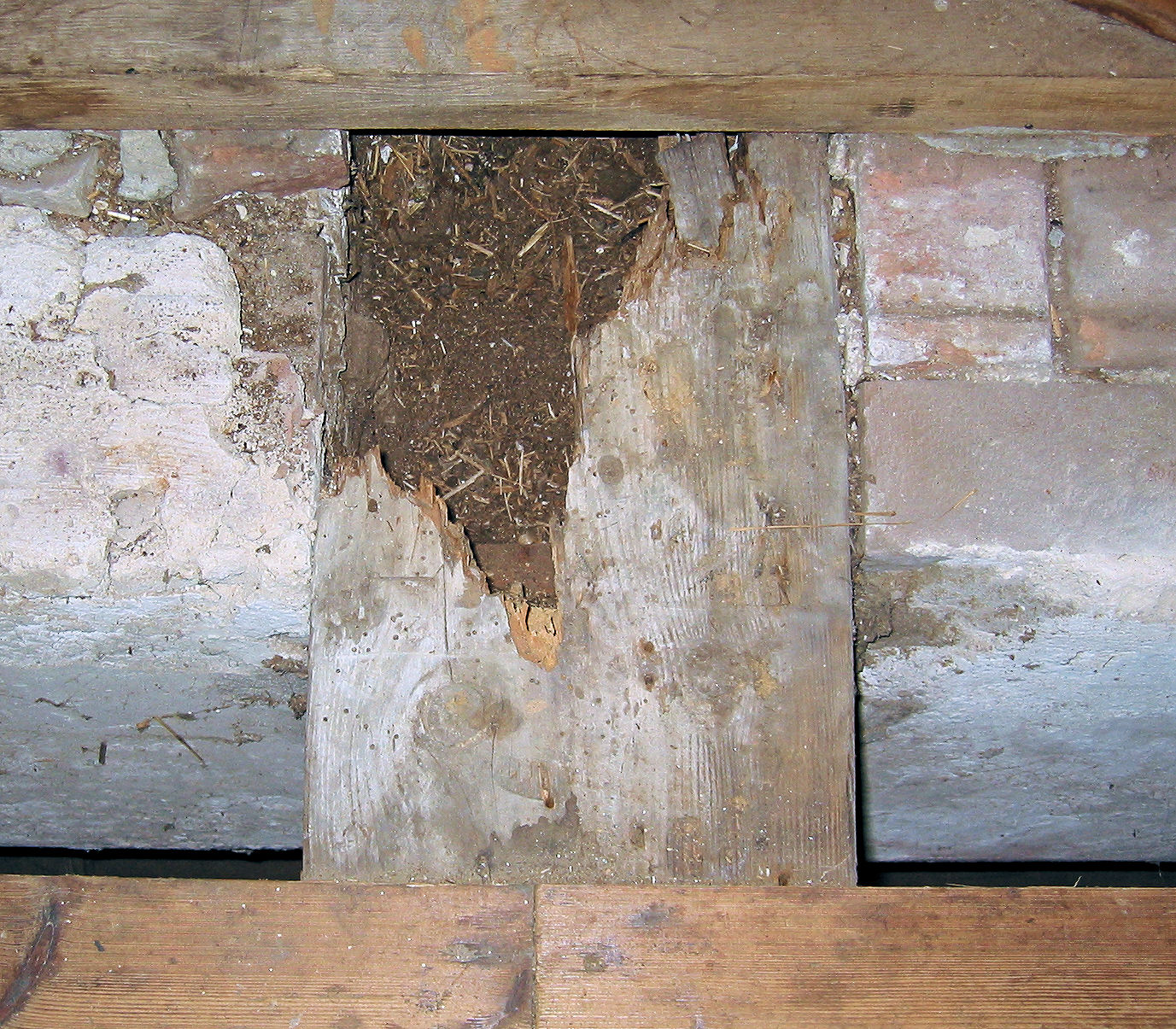
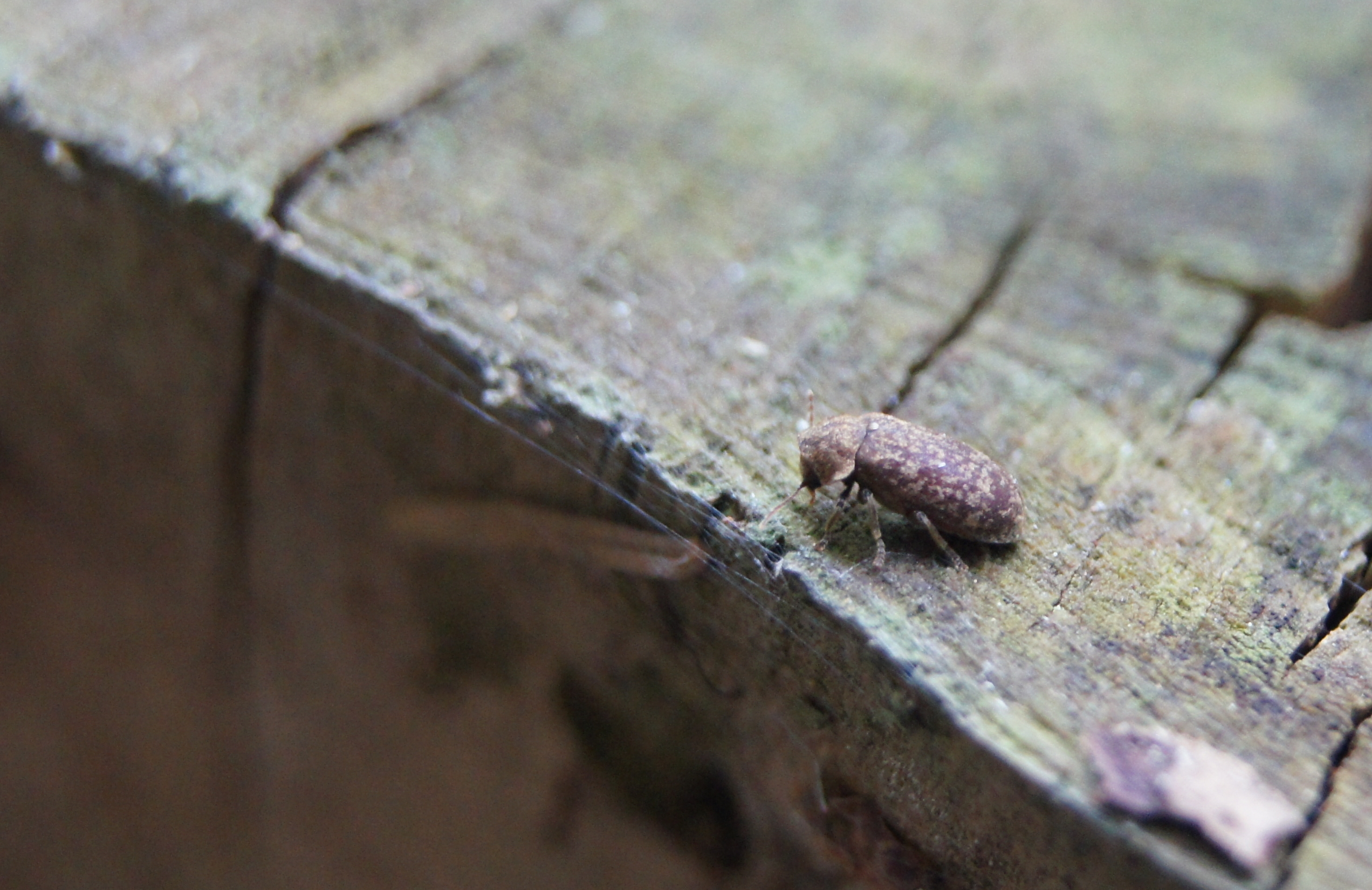
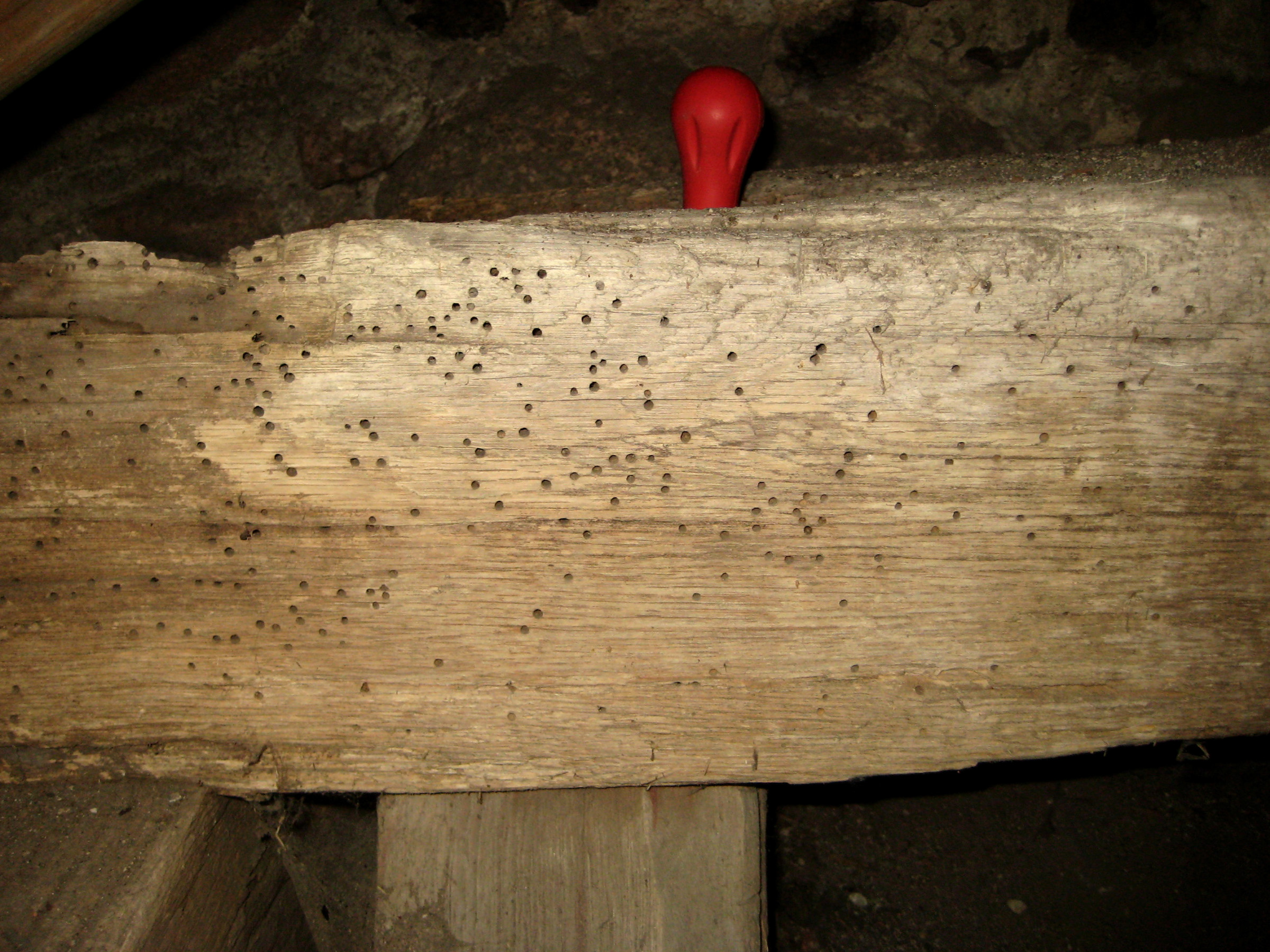
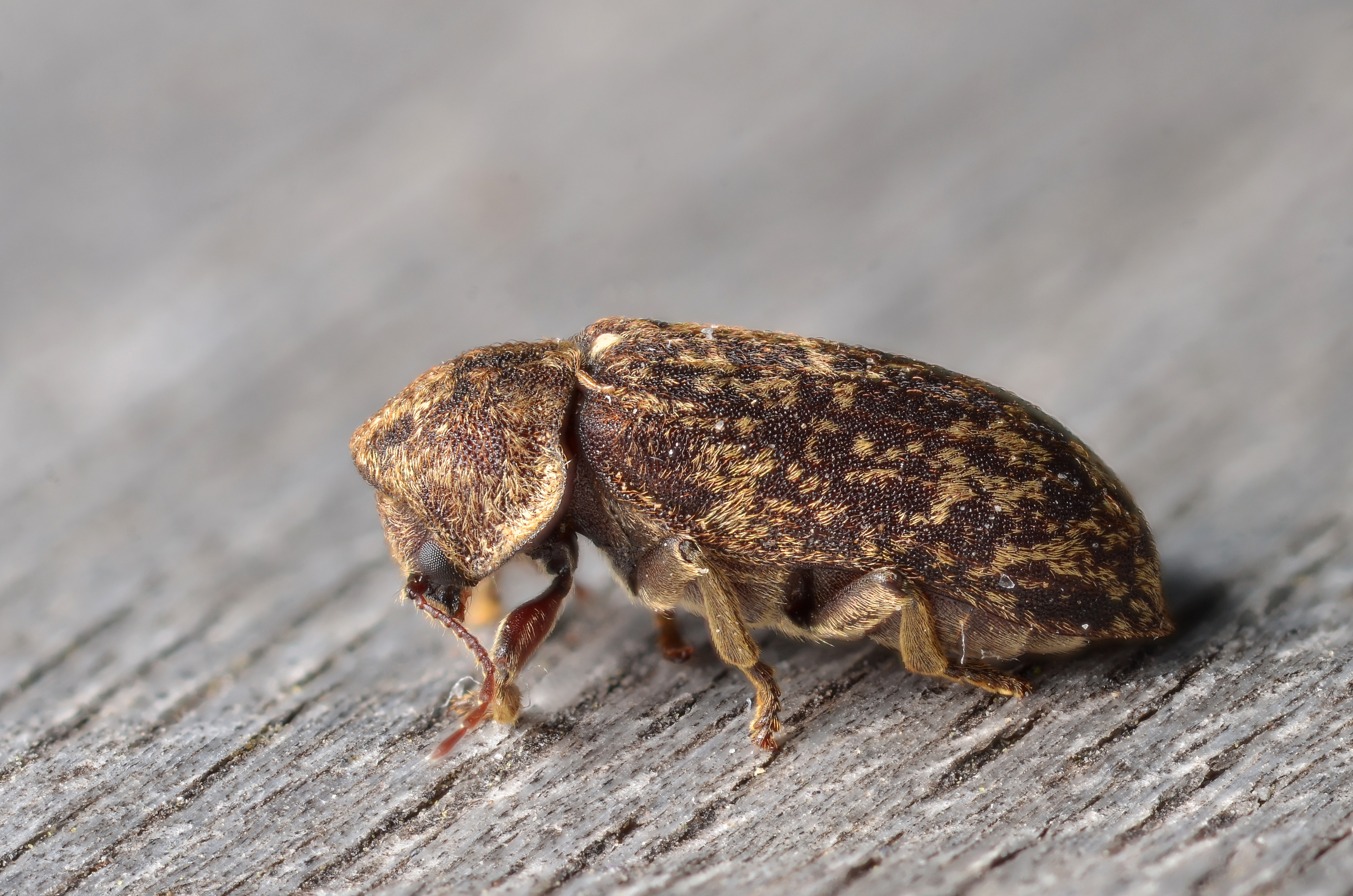